# Makak indočínský
Makak indočínský (Macaca leonina) je druh úzkonosé opice z čeledi kočkodanovití (Cercopithecidae) a rodu makak (Macaca). Druh popsal Edward Blyth v roce 1863.

## Výskyt
Makak indočínský se vyskytuje v jihovýchodní Asii, především pak v Indočíně, jako je Vietnam, Laos, Kambodža, najít ho lze i na území Indie, Číny, Bangladéše a jiné. K životu dává přednost jakýmkoli lesům, včetně těch, které byly narušeny těžbou dřeva, problém mu však nedělá ani život na polích.

## Popis a chování
Samci makaka indočínského měří 52–60 cm a váží zhruba 6–12 kg, samice jsou menší, měří kolem 40–50 cm, jejich hmotnost se odhaduje na 4,5–6 kg. Ocas mají tyto opice krátký, což jim vyneslo anglický název Burmese pig-tailed macaque, měří u samců 18–25 cm, u samic 16–20 cm. Srst má žlutohnědé zbarvení, odlišně zbarvená je pouze na chocholce, tvářích a pruzích kolem očí. Jídelníček těchto makaků tvoří různorodá potrava, jako jsou listy a výhonky, pojídají však i ptáčata, která vybírají z hnízd, kraby nebo hmyz. Vnikají též na pole a plantáže a kradou zde plodiny jako je obilí, papája a kukuřice, kvůli čemuž jsou považováni za škůdce. Skupinu tvoří 5–40 jedinců. Rozmnožování může probíhat celoročně, hlavní období je však mezi lednem a květnem. Samice láká samce k páření rudým otokem genitálií. Po 162–186 dnech gravidity se samici narodí jedno mládě, mající po narození hnědé zbarvení, o které se stará 8–12 měsíců. V případě, že jde o samce, v období puberty opouští tlupu. Pohlavní dospělosti dosáhnou okolo 4 let věku.

## Ohrožení
Makak indočínský je dle Mezinárodního svazu ochrany přírody zranitelný druh a jeho populace klesá. Nebezpečí představuje především ničení přirozeného prostředí (těžba dřeva, vypalování lesů, rozvoj infrastruktury). V Laosu, Kambodže a Vietnamu představuje primární hrozbu lov pro maso a obchod.
Druh je zapsán na seznam CITES II a vyskytuje se v mnoha chráněných oblastech.

## Synonyma
- Macaca adusta, Miller, 1906
- Macaca indochinensis, Kloss, 1919
- Macaca blythii, Pocock, 1931[5]

## Zajímavosti
V Thajsku jsou samci makaků indočínských cvičeni k trhání kokosů z palem. Dobře vycvičená opice dosahuje tržní hodnoty i 1000 USD.

## Galerie

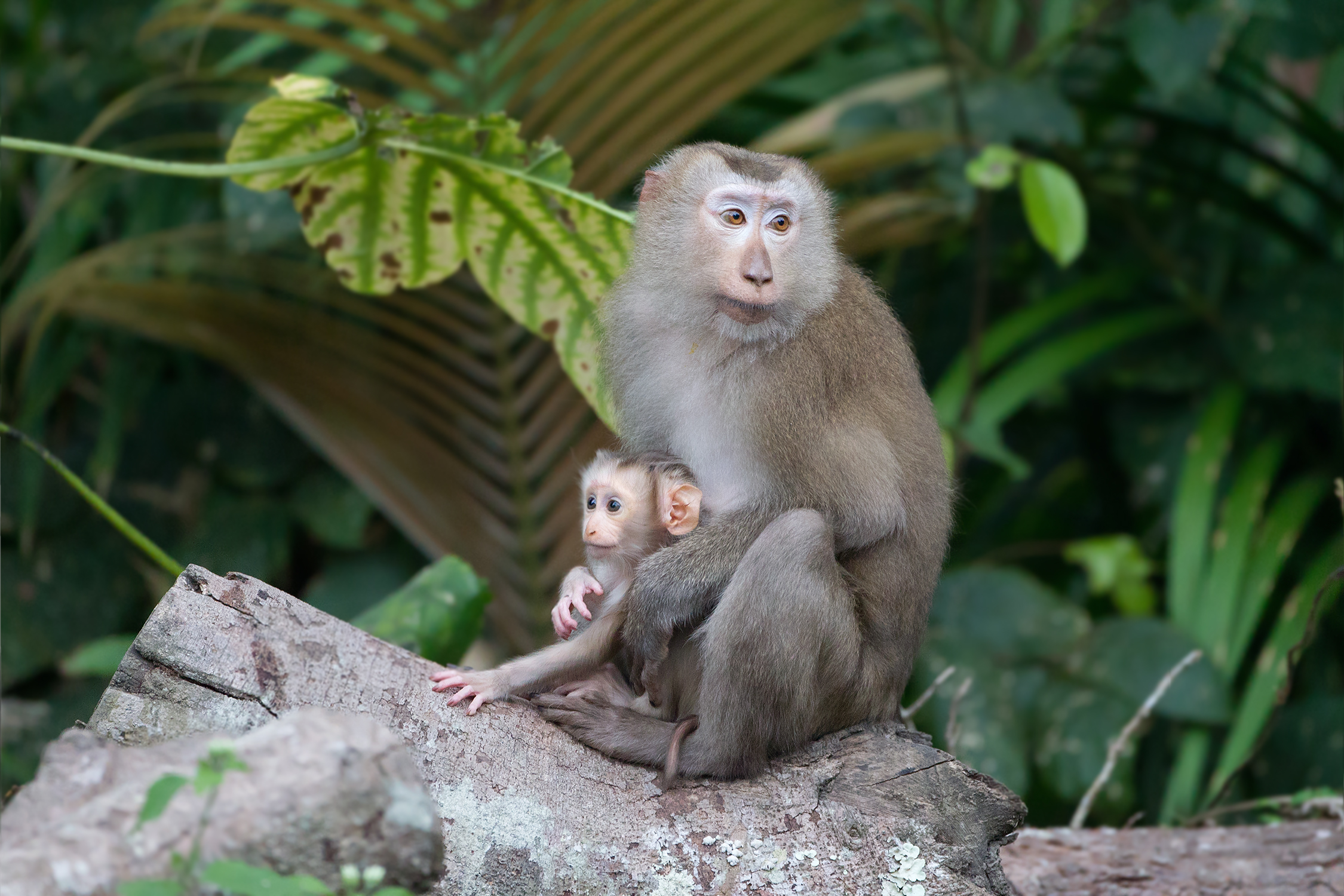
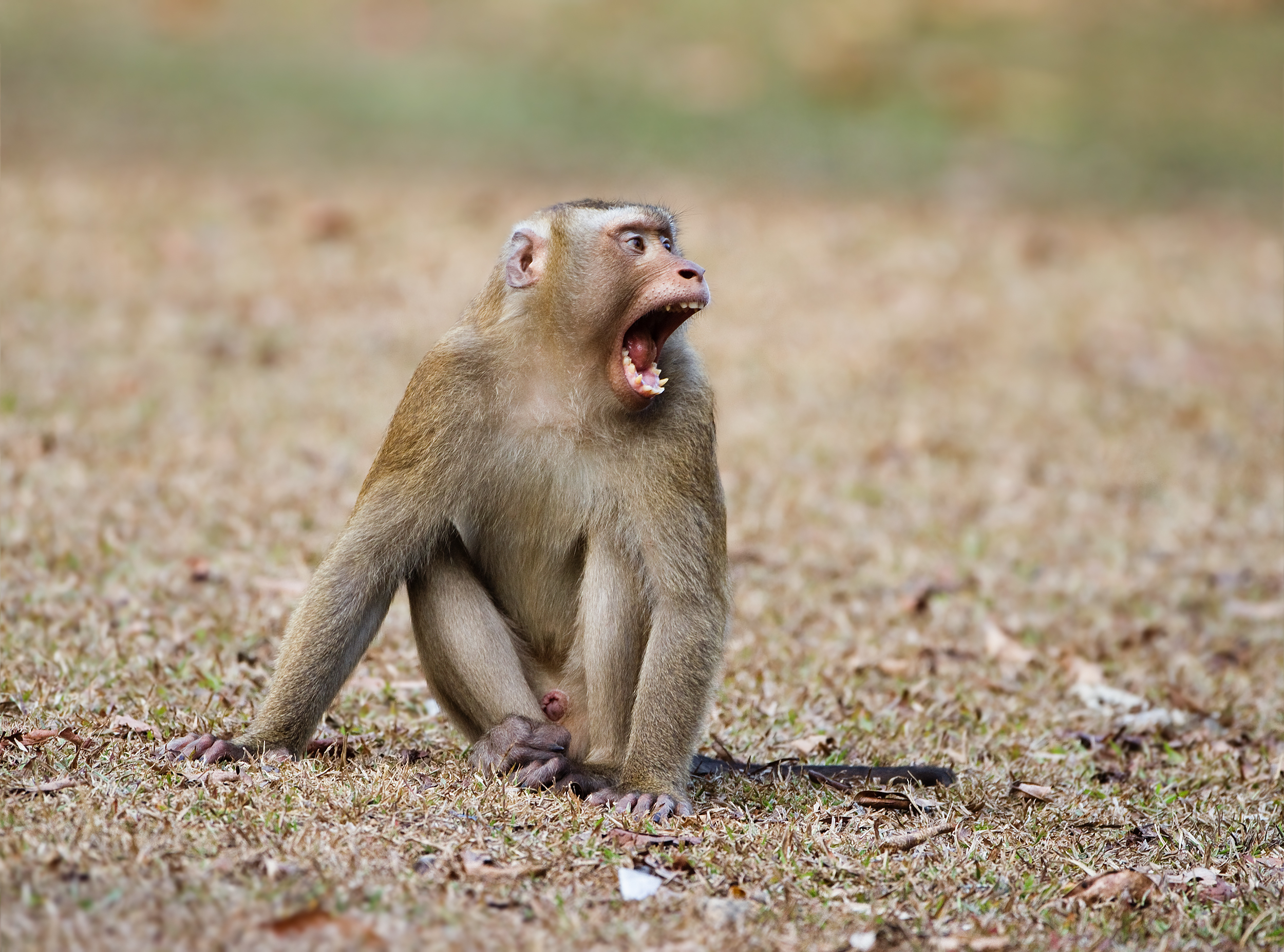
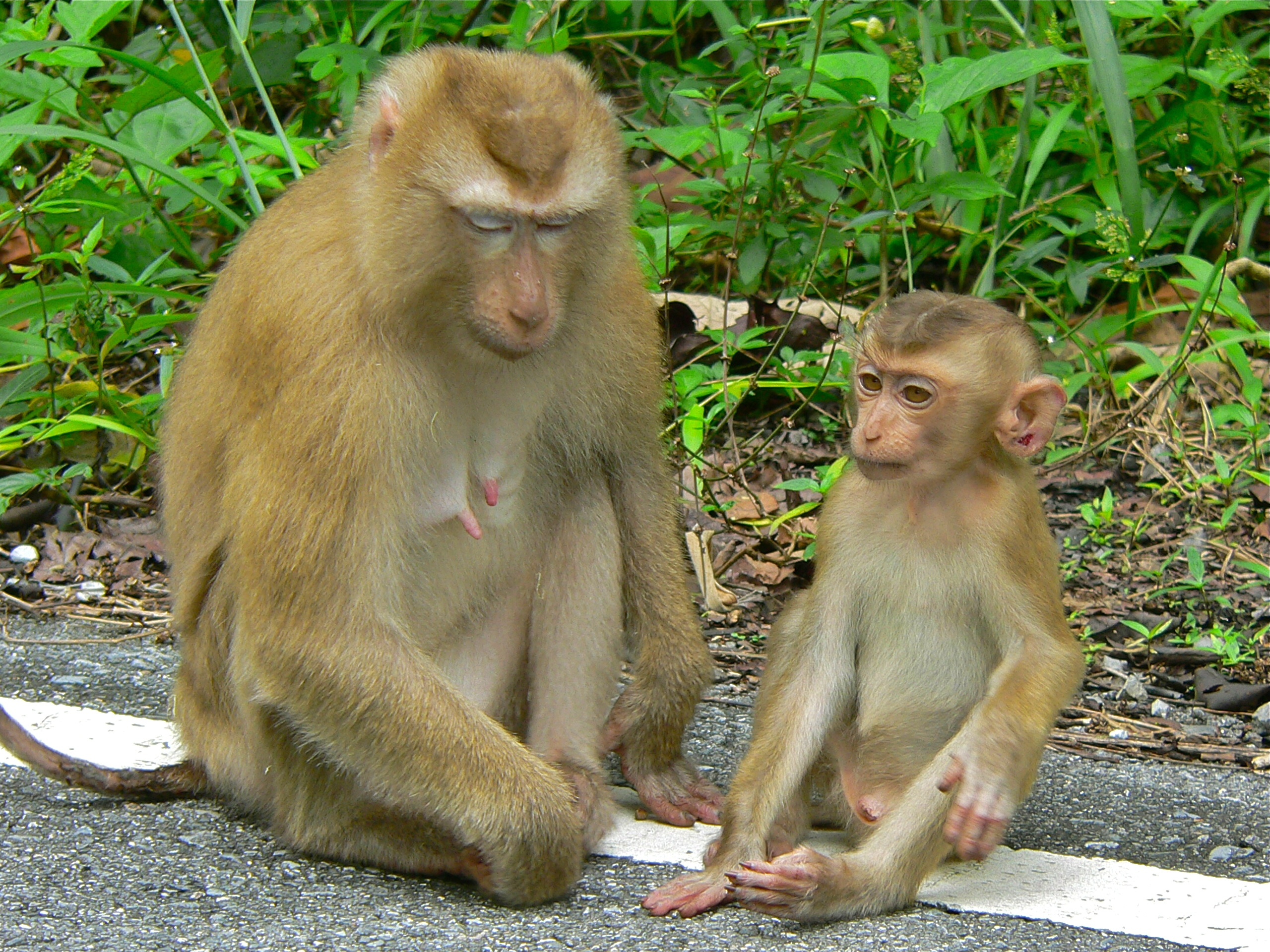